# Harry Witt

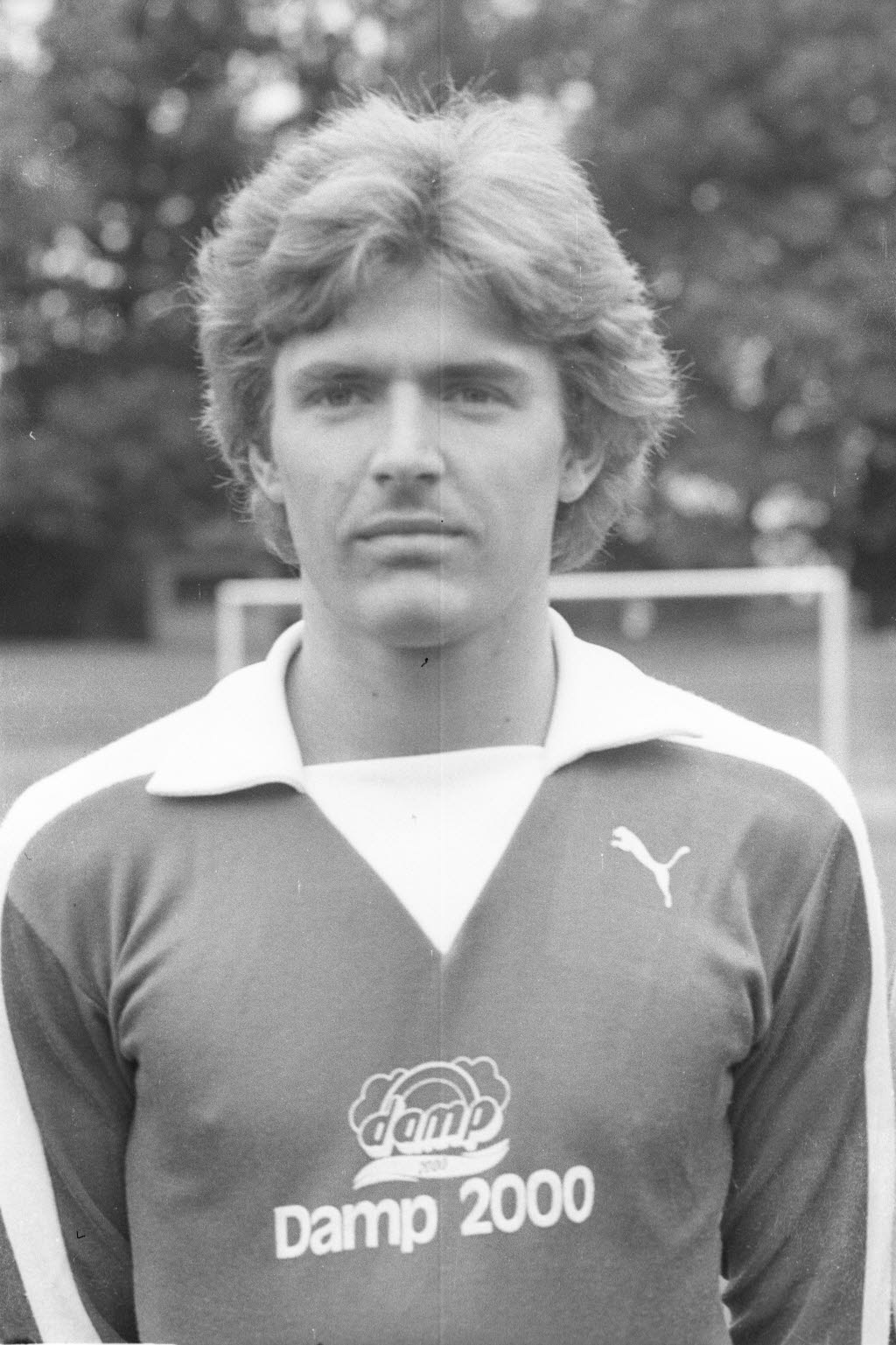
Harry Witt (1978)

Harry Witt (* 29. August 1954) ist ein ehemaliger deutscher Fußballspieler und -trainer.

## Werdegang
Witt stieg mit seinem Stammverein Holstein Kiel zur Saison 1978/79 in die 2. Bundesliga Nord auf. Zunächst im Mittelfeld, ab 1979 im Angriff eingesetzt, spielte er 73 Mal für die Kieler in der 2. Bundesliga und erzielte dabei 18 Treffer. Wegen seines harten Schusses erhielt er den Spitznamen Hammer-Harry.
Noch in der Vorrunde der Saison 1980/81 wechselte er am 1. November 1980 zum Ligakonkurrenten SC Viktoria Köln. Die Kölner hatten Chancen, den zehnten Tabellenplatz zu erreichen, der für die Qualifikation zur eingleisigen 2. Bundesliga berechtigte, die 1981 eingeführt wurde. Am drittletzten Spieltag bedeutete ausgerechnet eine 0:3-Heimniederlage gegen die bereits abgestiegenen Kieler, bei der Witt selbst jedoch fehlte, das Abrutschen auf den elften Platz, mit dem Viktoria die Qualifikation zur eingleisigen 2. Liga verpasste. Harry Witt selbst wechselte zur SG Union Solingen und kam noch auf 10 Einsätze (5 Tore) in der Saison 1981/82.
Insgesamt absolvierte Witt 98 Spiele in der 2. Bundesliga und erzielte dabei 24 Tore. Zwei Jahre spielte Witt in Hongkong, 1984 ging er zu Holstein Kiel zurück, verbrachte dort drei weitere Jahre und war anschließend zum Abschluss seiner Spielerlaufbahn Mitglied des SV Ellerbek.
Später trainierte Harry Witt unter anderem den SC Comet Kiel und den TSV Altenholz, mit dem er zwischen 1991 und 1995 vier Aufstiege hintereinander bis in die Verbandsliga Schleswig-Holstein schaffte, ehe er 1995 als Trainer zu Holstein Kiel wechselte. Seine Amtszeit dauerte dort nur vier Monate. 2002 kehrte er als Trainer zum TSV Altenholz zurück, betreute danach die Mannschaft von Inter Türkspor und trat 2018 das Amt des Sportlichen Leiters beim FC Kilia Kiel an.